# Atrichopogon echinodes
Atrichopogon echinodes är en tvåvingeart som beskrevs av John William Scott Macfie 1939. Atrichopogon echinodes ingår i släktet Atrichopogon och familjen svidknott. Inga underarter finns listade i Catalogue of Life.